# Rogers–Szegőpolynom
Inom matematiken är Rogers–Szegőpolynomen en familj ortogonala polynom introducerade av Gábor Szegő 1926. De definieras som
{\displaystyle h_{n}(x;q)=\sum _{k=0}^{n}{\frac {(q;q)_{n}}{(q;q)_{k}(q;q)_{n-k}}}x^{k}}
där (q;q)n är q-Pochhammersymbolen.